# Quand Harry rencontre Sally
Pour plus de détails, voir Fiche technique et Distribution.
Quand Harry rencontre Sally (When Harry Met Sally...) est un film américain réalisé par Rob Reiner et sorti en 1989. Cette comédie romantique, écrite par Nora Ephron et avec Billy Crystal et Meg Ryan dans les rôles titres, soulève la question, à travers l'histoire et les rencontres entre ces deux personnages, de savoir si les hommes et les femmes peuvent être amis sans arrière-pensées d'ordre sexuel.
L’idée de ce film est venue à Rob Reiner peu de temps après son divorce. Reiner a fourni la base du personnage de Harry, celui de Sally étant basé sur Ephron et certaines de ses amies. Billy Crystal a participé à l'écriture des dialogues, rendant le personnage de Harry plus drôle, alors qu'Ephron s'est beaucoup appuyée sur des dialogues réels s'étant déroulés entre Crystal et Reiner, tous deux étant des amis proches. La bande originale du film est constituée de standards de jazz interprétés par Harry Connick Jr. et sur des arrangements musicaux de Marc Shaiman. Connick a remporté un Grammy Award pour la meilleure interprétation masculine de jazz.
Le film a été un succès commercial lors de sa sortie au cinéma, et Nora Ephron a reçu un BAFTA Award et a été nommée aux Oscars pour son scénario. Le film est classé 23e dans la liste des films les plus drôles du cinéma américain de l’American Film Institute et a été adapté en comédie musicale en Angleterre en 2004, avec Luke Perry et Alyson Hannigan dans les rôles titres.

## Synopsis
En 1977, Harry Burns et Sally Albright ont terminé leurs études à l'université de Chicago et doivent se rendre à New York pour entrer dans la vie active. Harry est alors le petit ami d'Amanda, une amie de Sally, qui les présente l'un à l'autre. Ils font ensemble le trajet en voiture, mais la conversation devient vite conflictuelle, car le credo de Harry est qu'« entre hommes et femmes, il ne peut pas y avoir d'amitié parce que le sexe fait toujours barrage », idée avec laquelle Sally est en total désaccord. Un fort antagonisme s'installe et, une fois arrivés à destination, ils se séparent sans penser se revoir, vivant leur vie chacun de leur côté.

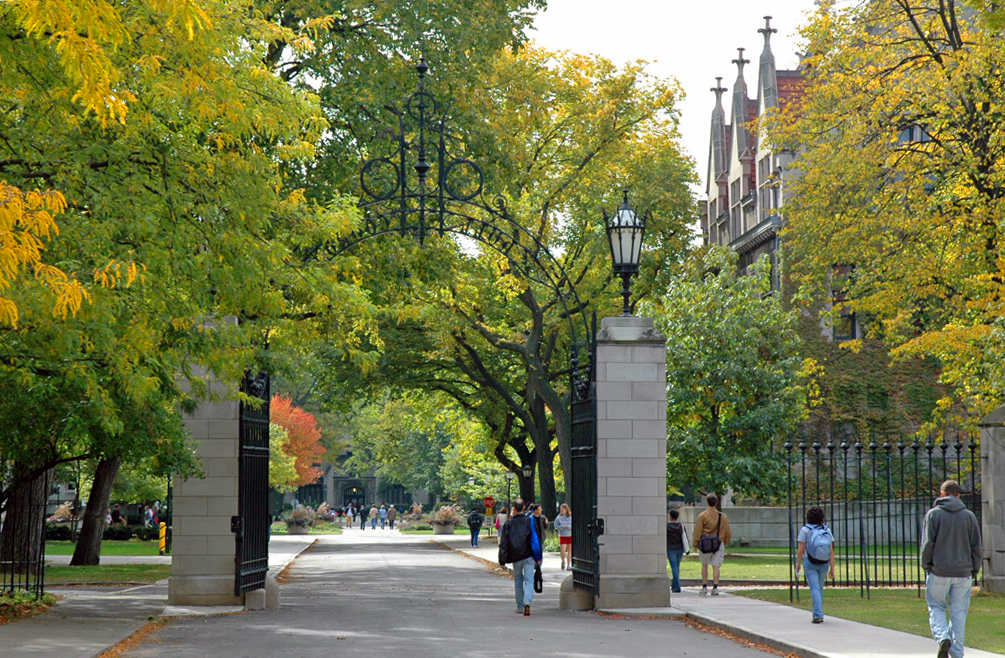
L'un des portiques de l'université de Chicago, lieu de la première scène du film.

Cinq ans après leur arrivée à New York, ils se rencontrent fortuitement à l'aéroport, prenant le même avion, sans qu'il n'y ait d'autre suite qu'un échange d'informations sur leurs situations respectives : Sally est fiancée à Joe, travaille dans le journalisme et Harry, qui est consultant en politique, va se marier avec Helen. La discussion n'est pas moins conflictuelle qu'à leur première rencontre.
Cinq années passent encore avant une nouvelle rencontre, dans une librairie. Harry vient de divorcer et Sally a rompu avec son petit ami et leurs solitudes respectives vont les amener, contre toute logique, à développer une relation amicale empreinte de complicité. Ils passent de plus en plus de temps ensemble et se présentent l'un à l'autre leurs meilleurs amis respectifs, Jess et Marie, qui se découvrent beaucoup d'affinités et s'empressent de finir la soirée ensemble, laissant Harry et Sally de leur côté.
À l'occasion d'un sérieux coup de cafard de Sally, Harry vient chez elle pour la réconforter et finit par coucher avec elle, mais tous deux s'en veulent immédiatement. Leur amitié se refroidit considérablement à la suite de cet épisode et semble définitivement détruite à l'occasion d'une dispute entre eux lors du mariage de Marie et Jess. Harry tente vainement de recoller les morceaux sans y parvenir et tous deux passent la soirée du nouvel an dans un état de solitude extrême. Finalement, alors que Sally s'apprête à quitter la soirée où elle s'est laissé entraîner par Marie, Harry fait son apparition et déclare sa flamme à Sally. Ils s'embrassent et, alors que tout au long du film, plusieurs histoires d'amour ont été présentées en tant que fil rouge par des couples interviewés, Harry et Sally forment le dernier couple interrogé et racontent comment ils ont fini par se marier, douze ans et trois mois après leur première rencontre.

## Fiche technique
- Titre original : When Harry Met Sally

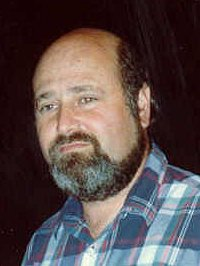
Quand Harry rencontre Sally est le cinquième film réalisé par Rob Reiner.

- Titre français : Quand Harry rencontre Sally
- Réalisation : Rob Reiner
- Scénario : Nora Ephron
- Musique : Marc Shaiman et Harry Connick, Jr.
- Décors : Jane Musky
- Costumes : Gloria Gresham
- Photographie : Barry Sonnenfeld
- Montage : Robert Leighton
- Production : Rob Reiner et Andrew Scheinman
- Sociétés de production : Castle Rock Entertainment, Nelson Entertainment
- Société de distribution : Columbia Pictures (États-Unis), 20th Century Fox (France)
- Budget : 16 000 000 dollars américains[1]
- Pays de production :  États-Unis
- Langue originale : anglais
- Formats : Couleur - 1,85:1 - son Dolby - 35 mm
- Genre : Comédie romantique
- Durée : 96 minutes
- Dates de sortie : 
  - États-Unis, Canada : 12 juillet 1989
  - France : 15 novembre 1989

## Distribution
- Billy Crystal (VF : Lionel Henry) : Harry Burns
- Meg Ryan (VF : Martine Irzenski) : Sally Albright
- Carrie Fisher (VF : Pauline Larrieu) : Marie
- Bruno Kirby (VF : Michel Mella) : Jess
- Steven Ford : Joe
- Lisa Jane Persky (VF : Dorothée Jemma) : Alice
- Michelle Nicastro (VF : Françoise Dasque) : Amanda Rees
- Harley Jane Kozak (VF : Colette Venhard) : Helen
- Estelle Reiner : la vieille cliente du Katz's Delicatessen à la réplique « donnez-moi la même chose qu'elle ! »
- Franc Luz : Julian
- Tracy Reiner : Emily
- Connie Sawyer : la femme du vieux couple du documentaire

Sources et légende : Version française (VF) sur AlloDoublage

## Production

### Préproduction
En 1984, le réalisateur Rob Reiner, le producteur Andrew Scheinman et la scénariste Nora Ephron se rencontrent au Russian Tea Room de New York pour un dîner de travail afin de développer un projet de film mais l'idée de scénario proposée par le réalisateur est rejetée par Nora Ephron. Une seconde rencontre se transforme en longue discussion au sujet des vies de célibataires menées par Reiner et Scheinman, Reiner étant alors divorcé depuis trois ans et s'étant engagé dans une série de rencontres toutes aussi désastreuses les unes que les autres. Pour leur troisième réunion, Reiner avance l'idée qu'il a toujours voulu faire un film sur deux personnes qui deviennent amies et ne veulent pas coucher ensemble car elles savent que cela ruinerait leur amitié mais finissent par le faire quand même. Nora Ephron est séduite par cette idée, qui peut lui permettre d'écrire un scénario sur les différences de comportement et de raisonnement entre les hommes et les femmes, et Rob Reiner se charge alors de trouver un financement pour monter le projet.
Nora Ephron interroge à plusieurs reprises Rob Reiner et Andrew Scheinman au sujet de leurs vies de célibataires afin d'avoir une base sur laquelle travailler et commencer à esquisser le personnage de Harry. Reiner est alors constamment déprimé et pessimiste tout en réussissant à plaisanter sur son état et certains échanges entre lui et Ephron se retrouvent plus tard dans les dialogues du film. Le personnage de Sally est basé sur Nora Ephron, pour son côté optimiste et sa manière de commander les menus au restaurant, et sur certaines de ses amies. Plusieurs brouillons du scénario sont écrits par Ephron tandis que Reiner réalise successivement Stand by Me et Princess Bride. Puis, Billy Crystal rejoint le projet, alors appelé Boy Meets Girl, et apporte sa contribution au scénario, rendant le personnage de Harry plus drôle. L'acteur, qui est le meilleur ami de Reiner, a assisté au retour à la vie de célibataire de celui-ci, après son divorce avec Penny Marshall, et cette expérience l'a aidé à rentrer dans le rôle de Harry.
Durant le processus d'écriture du scénario, Nora Ephron interroge plusieurs personnes qui travaillent pour la société de production et certaines de ces interviews apparaissent dans le film comme interludes entre plusieurs scènes, qui montrent des couples racontant l'histoire de leur rencontre, bien que ces interludes aient été réécrits et tournés avec des acteurs car les histoires racontées par les véritables couples se perdaient trop dans les détails. Plusieurs dialogues s'étant réellement déroulés entre Billy Crystal et Rob Reiner sont incorporés au film, notamment pour les scènes où Harry et Sally apparaissent sur un écran divisé et discutent au téléphone tout en regardant la télévision, ce que les deux hommes font alors chaque soir avant de se coucher. Pour le rôle de Sally, Rob Reiner envisage successivement les actrices Susan Dey, Elizabeth Perkins et Elizabeth McGovern. Puis, Molly Ringwald est sur le point d'obtenir le rôle mais doit y renoncer en raison d'un emploi du temps trop chargé et c'est Meg Ryan, dont c'est le premier grand rôle, qui le décroche.

### Tournage
Nora Ephron voulait à l'origine intituler le film How They Met et a testé plusieurs titres différents. Rob Reiner organise même un concours entre les membres de l'équipe du film durant le tournage, promettant une caisse de champagne à celui qui trouverait le titre adéquat, avant de trouver lui-même le titre définitif. Le tournage se déroule du 29 août au 15 novembre 1988, d'abord à Los Angeles, puis à Chicago, et enfin à New York à partir du début du mois d'octobre. Dans le but d'être dans l'état d'esprit solitaire de Harry après son divorce, Billy Crystal s'isole délibérément du reste de l'équipe pendant le tournage à Manhattan. Central Park, Broadway, le Washington Square Park et le Metropolitan Museum of Art font partie des lieux de tournage du film. Le scénario prévoyait initialement que Harry et Sally restent amis sans poursuivre de relation romantique, mais Ephron et Reiner finissent par réaliser qu'il serait plus approprié que les personnages se marient à la fin du film, même s'ils admettent que ce n'est pas le dénouement le plus réaliste. En 2024, Rob Reiner révèle dans une émission de Chris Wallace que si la fin a été modifiée en faveur d'un happy end, c'est en raison d'un changement important dans sa vie privée : divorcé et célibataire depuis dix ans au moment du tournage, il tombe alors amoureux de sa future femme, Michelle, événement qui le fera changer d'avis.

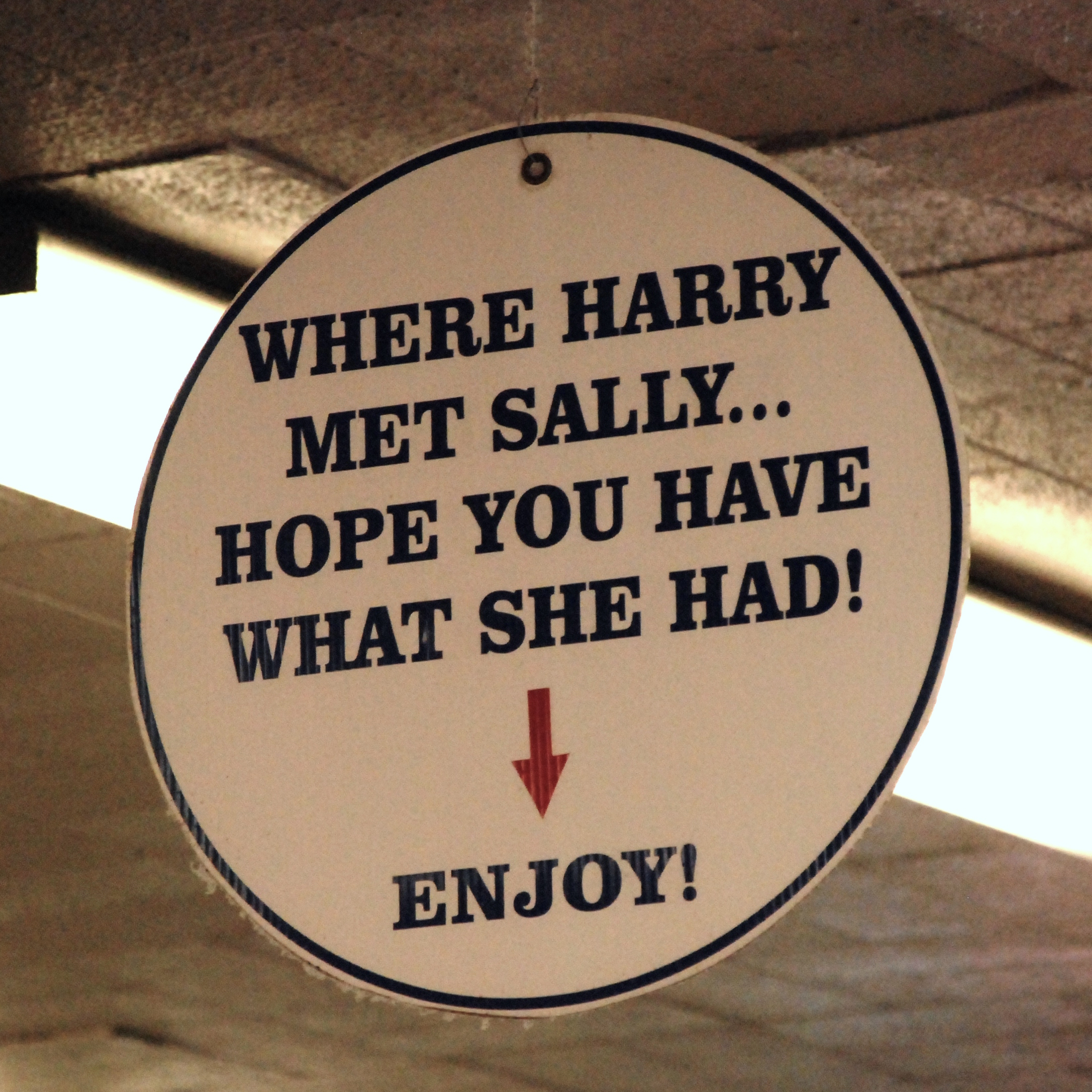
Pancarte installée au Katz's Delicatessen après la sortie du film et indiquant la table où a été tournée la scène du déjeuner entre Harry et Sally, la plus connue du film.

La scène qui est restée la plus connue du film est celle où Harry et Sally déjeunent au Katz's Delicatessen, situé sur Houston Street dans l'East Village, tout en discutant de la capacité d'un homme à savoir quand une femme simule l'orgasme. Sally prétend que les hommes ne peuvent pas faire la différence et, pour le prouver, elle simule l'orgasme en plein restaurant. La scène se termine quand Sally retourne calmement à son repas et qu'une cliente assez âgée attablée non loin (interprétée par Estelle Reiner, la mère de Rob Reiner) dit à la serveuse : « Donnez-moi la même chose qu'elle ». De nombreuses prises de cette scène ont été faites et Meg Ryan a ainsi dû simuler l'orgasme à maintes reprises. L'idée de la scène est née quand l'équipe du film a réalisé que celui-ci commençait à trop se focaliser sur le personnage de Harry et qu'il fallait que le personnage de Sally soit plus mis en avant. Nora Ephron a alors avancé l'idée que Sally pourrait simuler un orgasme, Meg Ryan a suggéré que la scène pourrait avoir lieu dans un restaurant et Billy Crystal a trouvé la réplique finale. En 2005, cette réplique a été classée par l'American Film Institute à la 33e place dans son classement des 100 répliques de films les plus mémorables. Ephron se souvient que, lors d'une projection test, toutes les femmes présentes dans le public riaient alors que tous les hommes restaient silencieux, comme abasourdis par cette révélation qu'ils avaient du mal à accepter.
Quand on lui pose la question, au sujet de l'amitié entre hommes et femmes, qui est le sujet principal du film, Meg Ryan répond « Oui, les hommes et les femmes peuvent être de simples amis. J'ai beaucoup d'amis du sexe masculin, et le sexe n'entre pas en ligne de compte ». Billy Crystal répond : « Je suis un petit peu plus optimiste qu'Harry mais je pense que c'est difficile. Les hommes agissent fondamentalement comme des chiens égarés devant un supermarché. J'ai des amies de sexe féminin mais elles ne font pas partie de mes meilleurs amis ».

### Bande originale
Rob Reiner souhaite avoir une bande originale composée de standards du jazz, et Bobby Colomby, le batteur du groupe Blood, Sweat and Tears et ami de Reiner, recommande à celui-ci le jeune Harry Connick Jr. pour travailler avec lui sur la musique du film. Lorsque Reiner écoute la cassette que Colomby lui a envoyé, il est frappé par la ressemblance de la voix de Connick avec celle de Frank Sinatra quand celui-ci était jeune. L'album de la musique du film est enregistré en juin 1989 et sort le mois suivant sous le label Columbia Records, toutes les chansons y étant interprétées par Connick accompagné par un big band et un orchestre. Connick remporte pour sa performance le Grammy Award de la meilleure interprétation masculine de jazz en 1990.
Les arrangements et les orchestrations de It Had to Be You, Where or When, I Could Write a Book et But Not For Me sont de Marc Shaiman, recommandé par Billy Crystal dont il a été le pianiste répétiteur au Saturday Night Live, alors que les autres chansons sont interprétés par Harry Connick Jr., accompagné par Benjamin Jonah Wolfe à la basse et Jeff « Tain » Watts à la batterie, ou par Marc Shaiman au piano. Le saxophoniste ténor Frank Wess et le guitariste Joe Berliner participent également à l'enregistrement de l'album. Celui-ci atteint la première place des ventes d'albums de jazz du magazine Billboard et entre dans le Top 50 du Billboard 200. L'album atteint la certification de double disque de platine.
Bien que les chansons soient toutes interprétées par Harry Connick Jr. sur l'album, ce n'est pas le cas pour le film, où on peut entendre notamment Frank Sinatra, Louis Armstrong, Ella Fitzgerald, Ray Charles et Bing Crosby. En 2004, la chanson It Had to Be You a été classée à la 60e place dans la liste établie par l’American Film Institute des plus grandes chansons du cinéma américain.
| 1.  | It Had to Be You               | Isham Jones et Gus Kahn           | Harry Connick Jr.     | 2 min 41 s |
| 2.  | Love Is Here to Stay           | George et Ira Gershwin            | Harry Connick, Jr.    | 4 min 13 s |
| 3.  | Stompin' at the Savoy          | Edgar Sampson et Andy Razaf       | Harry Connick, Jr.    | 4 min 17 s |
| 4.  | But Not for Me                 | George et Ira Gershwin            | Harry Connick, Jr.    | 4 min 34 s |
| 5.  | Winter Wonderland              | Felix Bernard et Richard B. Smith | Harry Connick, Jr.    | 3 min 4 s  |
| 6.  | Don't Get Around Much Anymore  | Duke Ellington et Bob Russell     | Harry Connick, Jr.    | 4 min 24 s |
| 7.  | Autumn in New York             | Vernon Duke                       | Harry Connick, Jr.    | 2 min 50 s |
| 8.  | I Could Write a Book           | Lorenz Hart et Richard Rodgers    | Harry Connick, Jr.    | 2 min 30 s |
| 9.  | Let's Call the Whole Thing Off | George et Ira Gershwin            | Harry Connick, Jr.    | 4 min 13 s |
| 10. | It Had to Be You               | Isham Jones et Gus Kahn           | version instrumentale | 1 min 44 s |
| 11. | Where or When                  | Lorenz Hart et Richard Rodgers    | Harry Connick, Jr.    | 3 min 52 s |

Autres morceaux du film
- "It Had to Be You Instrumental " (Isham Jones, Gus Kahn) – Harry Connick Jr. Trio
- "Our Love Is Here to Stay" (George Gershwin, Ira Gershwin) – Louis Armstrong et Ella Fitzgerald
- "Don't Pull Your Love" (Brian Potter, Dennis Lambert) – Hamilton, Joe Frank & Reynolds
- "Ramblin' Man" (Dickey Betts) – Allman Brothers Band
- "Right Time of the Night" (Peter McCann) – Jennifer Warnes
- "Let's Call the Whole Thing Off" (G. Gershwin, I. Gershwin) – Louis Armstrong et Ella Fitzgerald
- "Where or When" (Lorenz Hart, Richard Rodgers) – Ella Fitzgerald
- "Lady's Lunch" (Marc Shaiman)
- "The Tables Have Turned" (Laura Kenyon, Marc Shaiman, Scott Wittman)
- "But Not for Me" (G. Gershwin, I. Gershwin) – Harry Connick Jr.
- "Plane Cue" et "La Marseillaise" (Max Steiner) (de Casablanca 1942
- "La Marseillaise" (Claude Joseph Rouget de Lisle)
- "Autumn in New York" (Vernon Duke) – Harry Connick Jr. Trio
- "Winter Wonderland" (Felix Bernard, Richard B. Smith) – Ray Charles
- "I Could Write a Book" (Hart, Rodgers) – Harry Connick Jr.
- "The Surrey with the Fringe on Top" (Rodgers, Oscar Hammerstein II) – Billy Crystal et Meg Ryan
- "Say It Isn't So" (Irving Berlin)
- "String Quartet No.7" (Wolfgang Amadeus Mozart)
- "Stompin' at the Savoy" (Benny Goodman, Chick Webb, Edgar Sampson, Andy Razaf) – Harry Connick Jr. Trio
- "Don't Be That Way" (Sampson, Goodman, Mitchell Parish)
- "Have Yourself a Merry Little Christmas" (Ralph Blane, Hugh Martin) – Bing Crosby
- "Call Me" (Tony Hatch) – Billy Crystal
- "Don't Get Around Much Anymore" (Duke Ellington, Bob Russell (en)) – Harry Connick Jr.
- "Isn't It Romantic?" (Hart, Rodgers)
- "Auld Lang Syne" (Robert Burns) – Louis Armstrong
- "It Had to Be You" (Isham Jones, Gus Kahn) – Frank Sinatra

## Accueil

### Sortie du film et box-office
Columbia Pictures choisit de distribuer le film en utilisant la technique de « plate-forme », qui consiste à le projeter tout d'abord dans quelques villes et de laisser le bouche à oreille accroître l'intérêt pour le film, qui est alors distribué graduellement à l'échelle nationale durant les semaines suivantes. Lors du premier week-end d'exploitation, le film rapporte 1 094 453 dollars américains alors qu'il est programmé dans 41 salles de cinéma. Malgré les inquiétudes de Billy Crystal, qui craint que le film ne fasse un flop car il doit subir la concurrence de blockbusters tels que Indiana Jones et la Dernière Croisade et Batman, le film est distribué dans tous les États-Unis le 21 juillet 1989, dans 775 salles, et rapporte 8 846 522 dollars pour son premier week-end d'exploitation à l'échelle nationale. Finalement, le film est projeté dans 1 174 salles de cinéma et rapporte 92 823 546 dollars aux box-office américain, recettes qui dépassent de loin son budget de 16 000 000 dollars.
En France, le film a réalisé 1 851 694 entrées.

### Accueil critique
Les critiques du film ont été en général très positives. Il recueille 88 % de critiques positives, avec une note moyenne de 7,8⁄10 et sur la base de 59 critiques collectées, sur le site Rotten Tomatoes. Sur le site Metacritic, il obtient un score de 76⁄100, sur la base de 17 critiques collectées.
Roger Ebert du Chicago Sun-Times parle de Rob Reiner comme de « l'un des meilleurs réalisateurs de comédies de Hollywood », disant du film qu'il est « conventionnel dans sa structure et sa manière de répondre à nos attentes. Mais ce qui le rend spécial, en dehors du scénario de Nora Ephron, c'est l'alchimie entre Billy Crystal et Meg Ryan ». Rita Kempley, du Washington Post, évoque une comédie qui « marche dans les airs » et fait l'éloge de la distribution, non seulement des deux acteurs principaux mais aussi de Carrie Fisher et Bruno Kirby. Mike Clark, de USA Today, donne au film trois étoiles sur quatre et écrit que « Billy Crystal est suffisamment drôle pour éviter que Meg Ryan ne lui vole la vedette mais que celle-ci délivre une performance fracassante, qui est un nouvel hommage au flair que possède Rob Reiner avec ses acteurs ».
Caryn James du New York Times est plus nuancé dans son article, écrivant que le film est « souvent drôle mais étonnamment creux » et qu'il est « comme la version sitcom d'un film de Woody Allen, empli de répliques et de scènes amusantes mêlées à un inconfortable sentiment de déjà-vu ». David Ansen, du magazine Newsweek, délivre l'une des rares critiques négatives du film en critiquant le choix de Billy Crystal en tant qu'acteur principal, écrivant que « comme l'on pouvait s'y attendre, il manie superbement le registre comique, mais il est trop froid pour être crédible dans un rôle romantique » et que le film « comporte quelques scènes fantastiques mais, dans son ensemble, ne fonctionne pas assez bien ».
En France, Thierry Jousse des Cahiers du cinéma évoque une « comédie sophistiquée » qui « raconte idéalement, c'est-à-dire avec charme et rythme, l'histoire éternelle du cinéma américain » et explique que la « jubilation que procure le film de Reiner tient à la simplicité et à la rigueur dont il fait preuve ». Igor Hansen-Løv, de L'Express, estime que le film demeure l'une « des meilleures comédies romantiques de tous les temps » grâce à son « charme indépassable ». Marine Landrot, de Télérama, trouve que c'est un film « spirituel et haletant » qui « rappelle les bonnes comédies des années 40 ». Ariane Beauvillard, du site internet Critikat.com, trouve que la meilleure idée de cette « délicieuse comédie rythmée et farfelue » est d'avoir créé « une atmosphère qui se rapproche davantage de la farce que de la romance ». Pour le site Cinefeed, le film a créé la recette de la parfaite comédie romantique « laquelle bien que retentée de nombreuses fois n'a jamais su donner un tel résultat » car « tout est dans la subtilité avec laquelle Rob Reiner a déroulé son scénario ».

## Distinctions
À la cérémonie des BAFTA Awards de 1990, Nora Ephron est récompensée du prix du meilleur scénario original et Rob Reiner est nommé dans la catégorie du meilleur film. Nora Ephron est également nommée dans la catégorie du meilleur scénario original lors de la 62e cérémonie des Oscars et par la Writers Guild of America en 1990. Enfin, lors de la cérémonie des Golden Globes 1990, le film est nommé dans cinq catégories : meilleur film musical ou comédie, meilleure réalisation, meilleur acteur dans un film musical ou une comédie pour Billy Crystal, meilleure actrice dans un film musical ou une comédie pour Meg Ryan et meilleur scénario mais ne remporte aucun prix.

## Sortie vidéo
Quand Harry rencontre Sally est sorti en DVD le 9 janvier 2001 en région 1 et le 8 août 2001 en région 2. Il comporte en bonus un commentaire audio du film par Rob Reiner, un documentaire sur le making of du film ainsi que sept scènes coupées. Une « Édition Collector », comprenant un nouveau commentaire audio du film par Rob Reiner, Nora Ephron et Billy Crystal, les scènes coupées ainsi que sept documentaires, est sortie en DVD le 15 janvier 2008 en région 1 et le 23 septembre 2008 en région 2.

## Influence culturelle
Le film a acquis au fil des ans une grande réputation dans le monde entier. En 2000, il a été classé 23e dans la liste des films les plus drôles du cinéma américain de l’American Film Institute (AFI) et, en 2002, l'AFI l'a classé 25e dans sa liste des meilleures histoires d'amour du cinéma américain. En 2008, il est à la sixième place des meilleures comédies romantiques, toujours selon l'AFI.
En 2008, le magazine Empire le classe à la 90e place dans sa liste des 500 meilleurs films de tous les temps. En 2009, le magazine Entertainment Weekly le classe à la 7e place des meilleurs films romantiques des 25 dernières années, ainsi qu'à la 12e place des films les plus drôles des 25 dernières années. En 2002, le magazine l'avait également classé à la 3e place de sa liste des meilleures romances modernes. En 2010, le site Rotten Tomatoes le classe 15e dans sa liste des 25 meilleures comédies romantiques.
Quand Harry rencontre Sally a renouvelé le genre de la comédie romantique et a inspiré de nombreux films de ce genre, dont Sept Ans de séduction, Hum Tum et Un jour, peut-être. En 2004, le film a été adapté en comédie musicale au Theatre Royal Haymarket de Londres, avec Luke Perry et Alyson Hannigan dans les rôles titres, puis avec Michael Landes et Molly Ringwald. En 2019, Elizabeth Sankey reprend ce film dans son documentaire Romantic Comedy.